# Gymnasium Wendelstein
Das Gymnasium Wendelstein ist ein naturwissenschaftlich-technologisches und wirtschaftswissenschaftliches Gymnasium im mittelfränkischen Wendelstein im Landkreis Roth.

## Geschichte
Der Neubau der Schule wurde 2012 eingeweiht. Die Gesamtkosten für den Neubau beliefen sich auf 33 Millionen Euro und wurden durch den Landkreis Roth und den Freistaat Bayern getragen, wobei der Freistaat Bayern 10,4 Millionen Euro bezuschusst hat.
Am 20. Februar 2017 wurde der Anbau des Gymnasiums eingeweiht. Die Kosten des Schulhausanbaus beliefen sich auf rund 7 Millionen Euro und erweiterten die Schule um 8 Klassenzimmer sowie 4 Fachräume und 2 Cluster.

## Zweige und Wahlmöglichkeiten
Das Gymnasium bietet ab der 8. Jahrgangsstufe folgende zwei Zweige zur Auswahl:
- Wirtschaftswissenschaftlicher Zweig, mit dem Schwerpunkt in Wirtschaft und Recht, Sozialkunde und Wirtschaftsinformatik
- Naturwissenschaftlich-technologischer Zweig, mit dem Schwerpunkt in Physik, Informatik und Chemie